# Olta Boka
Olta Boka (ur. 4 listopada 1991 w Tiranie) – albańska piosenkarka.
Zwyciężczyni corocznego festiwalu muzycznego Festivali i Këngës (2007). Reprezentantka Albanii podczas 53. Konkursu Piosenki Eurowizji (2008).

## Życiorys
Olta Boka rozpoczęła swoją karierę muzyczną w wieku 9 lat, kiedy to została członkinią Chóru Aniołów założonego przez Suzanę Turku z Narodowej Opery Muzycznej. W latach 2002–2005 brała udział w wielu dziecięcych festiwalach, organizowanych m.in. w Albanii, Bułgarii, Grecji czy Kosowie.
W grudniu 2007, mając 16 lat, wzięła udział w finale Festivali i Këngës z utworem „Zemrën e lamë peng” autorstwa Adriana Hili i Pandiego Laço. Zdobyła największą liczbę 67 punktów od komisji jurorskiej i zajęła pierwsze miejsce, dzięki czemu została okrzyknięta reprezentantką Albanii podczas 53. Konkursu Piosenki Eurowizji w 2008. Została tym samym najmłodszą uczestniczką konkursu w barwach kraju. Po finale festiwalu pojawiły się pogłoski dotyczące ustawionych wyników rywalizacji: dwóch jurorów posądzono wówczas o celowe przyznawanie punktów na końcu, aby wysoko ocenić kompozycję Boki i uniknąć wysłania na konkurs zdobywców drugiego miejsca – Flaki Krelani i Doruntiny Dishy. Albański nadawca publiczny Radio Televizioni Shqiptar (RTSH) zapowiedział, że zorganizuje specjalne dochodzenie w sprawie rzekomego oszustwa. Wokalistka została dopuszczona do udziału w imprezie, 22 maja wystąpiła podczas drugiego koncertu półfinałowego jako szósta w kolejności i zdobyła w sumie 67 punktów, w tym najwyższą notę 12 punktów od Macedonii, przechodząc do finału, organizowanego dwa dni później. Zaśpiewała w nim jako trzecia i zdobyła łącznie 55 punktów, zajmując 17. miejsce w końcowej klasyfikacji.
W czerwcu 2014 wystartowała na festiwalu Top Fest, na którym odebrała z Erikiem Lloshim nagrodę Top Albania Radio.